# Сент-Чарлз (Вірджинія)
Сент-Чарлз (англ. St. Charles) — місто (англ. town) в США, в окрузі Лі штату Вірджинія. Населення — 73 особи (2020).

## Географія
Сент-Чарлз розташований за координатами 36°48′18″ пн. ш. 83°3′27″ зх. д. / 36.80500° пн. ш. 83.05750° зх. д. (36.805134, -83.057415).  За даними Бюро перепису населення США в 2010 році місто мало площу 0,46 км², уся площа — суходіл.

## Демографія
Згідно з переписом 2010 року, у місті мешкало 128 осіб у 51 домогосподарстві у складі 33 родин. Густота населення становила 279 осіб/км².  Було 66 помешкань (144/км²).
Расовий склад населення:
| - 100,0 % — білих |

До двох чи більше рас належало 0,0 %. Частка іспаномовних становила 0,0 % від усіх жителів.
За віковим діапазоном населення розподілялося таким чином: 28,1 % — особи молодші 18 років, 66,4 % — особи у віці 18—64 років, 5,5 % — особи у віці 65 років та старші. Медіана віку мешканця становила 37,8 року. На 100 осіб жіночої статі у місті припадало 91,0 чоловіків;  на 100 жінок у віці від 18 років та старших — 76,9 чоловіків також старших 18 років.
Середній дохід на одне домашнє господарство  становив 19 932 долари США (медіана — 17 188), а середній дохід на одну сім'ю — 17 582 долари (медіана — 14 722). За межею бідності перебувало 77,9 % осіб, у тому числі 86,8 % дітей у віці до 18 років та 53,3 % осіб у віці 65 років та старших.
Цивільне працевлаштоване населення становило 23 особи. Основні галузі зайнятості: освіта, охорона здоров'я та соціальна допомога — 56,5 %, роздрібна торгівля — 30,4 %, науковці, спеціалісти, менеджери — 8,7 %, сільське господарство, лісництво, риболовля — 4,3 %.